# 夷陵区
夷陵区（いりょう-く）は、中華人民共和国湖北省宜昌市に位置する市轄区。旧宜昌県のうち、まず市街地部分が西陵区・伍家崗区・点軍区として分かれ、2001年3月22日、残りの宜昌県の一部が点軍区に合流し、残りの大部分が夷陵区となった。
大部分は丘陵地帯・山岳地帯であり、長江の峡谷である三峡のうち西陵峡が区内を貫く。三峡ダムは区の西端の三斗坪鎮に位置する。

## 行政区画
- 街道:小渓塔街道
- 鎮:樟村坪鎮、霧渡河鎮、分郷鎮、太平渓鎮、三斗坪鎮、楽天渓鎮、竜泉鎮、鴉鵲嶺鎮、黄花鎮

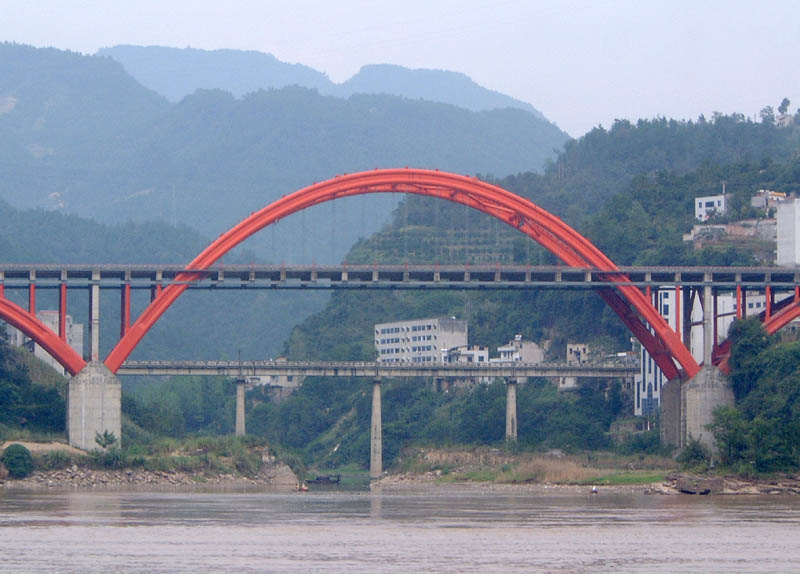
長江の支流・蓮沱渓に架かる彩虹橋

- 郷:下堡坪郷、鄧村郷
- 夷陵経済開発区